# Luleå domkyrkoförsamling
Luleå domkyrkoförsamling är en församling i Lule kontrakt i Luleå stift. Församlingen, som är både till medlemsantal och folkmängd stiftets största församling, ligger i Luleå kommun i Norrbottens län och utgör ett eget pastorat.

## Administrativ historik
Församlingen bildades 18 augusti 1667 som Luleå stadsförsamling genom utbrytning av Luleå stad ur Luleå församling, som samtidigt bytte namn till Luleå landsförsamling. Församlingen har senare även kallats bara Luleå församling och efter 1904 även Luleå domkyrkoförsamling, som 1962 blev den fastställda benämningen.
Församlingens territorium ändrades flera gånger (årtal avser den 1 januari det året om inget annat anges):
- 1893 - Enligt beslut den 10 juni 1892 överfördes lägenheten Ön (också kallad Stadsön) i alla hänseenden till Nederluleå från staden; lägenheten hade tidigare tillhört Luleå stads donationsjord, och i vissa hänseenden tillhört Nederluleå. Samtidigt överfördes det så kallade Svartöhemmanet (eller 3/64 mantal Björsby n:r 6) och de inom Luleå hamn liggande holmarna Gråsjälören, Smultronören, Långören, Långörsgrundet, Lövgrundet, Limpören, Limpholmen (eller Getören), Långgrundet och Dömansgrundet (eller Dömansören) i alla hänseenden till Luleå stadsförsamling från Nederluleå församling. Före 1893 hade Stadsön kyrkoskrivits i Nederluleå, betalat de kyrkliga och borgerliga kommunala avgälderna dels till landet och dels till staden samt räknats i administrativt och judiciellt hänseende till Nederluleå tingslag, förutom att civila rättsärenden rörande jorden handlades vid Luleå stads rådhusrätt.[4]
- 1895 - Enligt beslut den 18 maj 1894 överfördes till Luleå stadsförsamling från Nederluleå församling hemmanet 3/16 mantal Notviken och ett område på 3/16 mantal som utbrutits från Nederluleå pastorsboställe och anslagits som lösingsjord åt kyrkoherden i Luleå. I samma beslut bifölls inte ett förslag om att överföra Hermansängen från Luleå till Nederluleå.[4]
- 1933 - Enligt beslut den 31 mars 1932 överfördes till Luleå domkyrkoförsamling från Nederluleå församling vissa områden med 2 189 invånare, däribland Svartöstadens municipalsamhälle med 1 081 invånare och den så kallade Skurholmsstaden, med en areal av 4,92 km², varav allt land. Samtidigt överfördes i motsatt riktning vissa obebodda skiften med en areal av 0,86 km², varav allt land.[5][6]
- 1959 - Till Luleå domkyrkoförsamling överfördes från Nederluleå församling ett område (med bland annat Sandön) med 106 invånare och omfattande en areal av 26,22 km², varav 25,95 km² land. Samma datum överfördes ett område med 44 invånare i motsatt riktning - från Luleå domkyrkoförsamling till Nederluleå - omfattande en areal av 6,57 km², varav allt land.[7]

Luleå domkyrkoförsamling delades 1 januari 1962 genom utbrytning av Örnäsets församling med 17 052 invånare och omfattande en landareal av 40,00 km². Den kvarvarande delen av Luleå domkyrkoförsamling hade 14 523 invånare den 31 december 1961.
Den 1 januari 2011 gick Örnäsets församling åter upp i denna församling.

### Pastorat
Församlingen var till 1 maj 1888 annexförsamling i pastoratet Luleå landsförsamling (från 1831 benämnd Nederluleå) och Luleå stadsförsamling som till 1693 även omfattade Jokkmokks församling. Från 1 maj 1888 utgör församlingen ett eget pastorat.

## Areal
Luleå domkyrkoförsamling omfattade den 1 januari 1911 en areal av 37,00 km², varav 36,10 km² land. Den 1 januari 1952 omfattade församlingen en areal av 41,06 km², varav 40,16 km² land. Dessa arealsiffror var baserade på Generalstabskartan i skala 1:100 000 över Norrbottens län upprättad 1876-1897. Efter nymätningar och arealberäkningar färdiga den 1 januari 1954 baserade på nya kartor (ekonomiska kartan i skala 1:10 000) samt områdesöverföringar omfattade församlingen den 1 januari 1961 en areal av 71,53 km², varav 56,94 km² land. Luleå domkyrkoförsamling omfattade den 1 januari 1986 en areal av 27,8 km², varav 16,9 km² land.

## Befolkningsutveckling
| Befolkningsutvecklingen i Luleå domkyrkoförsamling 1805–2015 | Befolkningsutvecklingen i Luleå domkyrkoförsamling 1805–2015 | Befolkningsutvecklingen i Luleå domkyrkoförsamling 1805–2015 | Befolkningsutvecklingen i Luleå domkyrkoförsamling 1805–2015 | Befolkningsutvecklingen i Luleå domkyrkoförsamling 1805–2015 |
| --- | ------------------------------------------------------------ | ------------------------------------------------------------ | ------------------------------------------------------------ | ------------------------------------------------------------ |
| |                                                              |                                                              |                                                              |                                                              |
| År |                                                              |                                                              | Folkmängd                                                    |                                                              |
| 1805 | 1805                                                         |                                                              | 947                                                          |                                                              |
| 1810 | 1810                                                         |                                                              | 873                                                          |                                                              |
| 1820 | 1820                                                         |                                                              | 1 028                                                        |                                                              |
| 1830 | 1830                                                         |                                                              | 1 064                                                        |                                                              |
| 1840 | 1840                                                         |                                                              | 1 139                                                        |                                                              |
| 1850 | 1850                                                         |                                                              | 1 257                                                        |                                                              |
| 1860 | 1860                                                         |                                                              | 1 516                                                        |                                                              |
| 1870 | 1870                                                         |                                                              | 1 905                                                        |                                                              |
| 1880 | 1880                                                         |                                                              | 3 120                                                        |                                                              |
| 1890 | 1890                                                         |                                                              | 4 755                                                        |                                                              |
| 1900 | 1900                                                         |                                                              | 9 484                                                        |                                                              |
| 1910 | 1910                                                         |                                                              | 8 959                                                        |                                                              |
| 1920 | 1920                                                         |                                                              | 10 545                                                       |                                                              |
| 1930 | 1930                                                         |                                                              | 11 336                                                       |                                                              |
| 1935 | 1935                                                         |                                                              | 13 509                                                       |                                                              |
| 1940 | 1940                                                         |                                                              | 13 948                                                       |                                                              |
| 1945 | 1945                                                         |                                                              | 17 134                                                       |                                                              |
| 1950 | 1950                                                         |                                                              | 22 646                                                       |                                                              |
| 1955 | 1955                                                         |                                                              | 27 767                                                       |                                                              |
| 1960 | 1960                                                         |                                                              | 30 488                                                       |                                                              |
| 1965 | 1965                                                         |                                                              | 17 129                                                       |                                                              |
| 1970 | 1970                                                         |                                                              | 20 323                                                       |                                                              |
| 1975 | 1975                                                         |                                                              | 18 777                                                       |                                                              |
| 1980 | 1980                                                         |                                                              | 15 383                                                       |                                                              |
| 1985 | 1985                                                         |                                                              | 14 952                                                       |                                                              |
| 1990 | 1990                                                         |                                                              | 16 212                                                       |                                                              |
| 1995 | 1995                                                         |                                                              | 17 854                                                       |                                                              |
| 2000 | 2000                                                         |                                                              | 18 260                                                       |                                                              |
| 2005 | 2005                                                         |                                                              | 18 262                                                       |                                                              |
| 2010 | 2010                                                         |                                                              | 41 650                                                       |                                                              |
| 2015 | 2015                                                         |                                                              | 43 183                                                       |                                                              |
| Anm: Örnäsets församling utbruten 1962 och åter införlivad 2011. För åren 1805-1945: befolkning enligt folkräkning 31 december enligt den administrativa indelningen den 1 januari följande år. 1950 avser befolkning enligt folkräkning den 31 december enligt den administrativa indelningen den 1 januari 1952. 1960-1970 avser befolkning enligt folkräkning den 1 november enligt den administrativa indelningen den 1 januari följande år. För åren 1955 samt 1975-2015: befolkning 31 december enligt den administrativa indelningen den 1 januari följande år. Sedan 1 januari 2016 sker inte folkbokföring per församling och därmed kan det hända att vissa personer inte ingår i församlingens folkmängd då de är skrivna på den fiktiva fastigheten På kommunen skriven som inte delas upp på församlingsnivå då de inte kunnat folkbokföras på en särskild befintlig fastighet. Den totala befolkningen i Svenska kyrkans församlingar är därför något lägre än den totala befolkningen i riket. |                                                              |                                                              |                                                              |                                                              |

## Kyrkor
- Luleå domkyrka
- Björkskatakyrkan
- Hertsö kyrka
- Mjölkuddskyrkan
- Örnäsets kyrka

## Series pastorum
Luleå domkyrkoförsamlings första kyrkoherde var Otto August Wester, som utnämndes 22 januari 1887 och tillträdde sin post 1 maj 1888. Kyrkoherden har från 1 januari 1904 även titeln domprost och rollen som vice ordförande i Luleå stifts domkapitel.
| Ämbetstid | Namn               | Levnadstid | Övrigt                                           |
| --------- | ------------------ | ---------- | ------------------------------------------------ |
| 1888–1911 | Otto August Wester | 1852–1911  | Utnämnd 22 januari 1887, tillträdde 1 maj 1888   |
| 1913–1941 | John Hanson        | 1877–1941  |                                                  |
| 1942–1959 | Sam Perman         | 1892–1959  |                                                  |
| 1959–1966 | Stig Hellsten      | 1913–1999  |                                                  |
| 1966–1980 | Olaus Brännström   | 1919–2008  |                                                  |
| 1980–1990 | Nils Andersson     | 1930–?     |                                                  |
| 1991–2013 | Lennart Edquist    | 1942–?     |                                                  |
| 2007–2013 | Peder Jonson       |            | Tillträdde 1 augusti 2007                        |
| 2013–2025 | Charlott Rehnman   | 1963–      | Utnämnd 28 maj 2013, tillträdde 1 september 2013 |
| 2025–     | Hans Johansson     |            |                                                  |

## Kyrkomusiker

### Domkyrkoorganister
| Period     | Namn            | Levnadstid | Övrigt |
| ---------- | --------------- | ---------- | ------ |
| 1904–1918  | Per Englund     | 1863–1918  |        |
| 1918–1927  | Simon Sandhagen | 1887–1927  |        |
| 1928–1965  | Gösta Harlin    | 1899–1979  |        |
| 1964–1970  | Bengt Sterner   | 1911–1990  |        |
| 1976–2001  | Rolf Ericzon    | 1937–      |        |
| Sedan 2001 | Markus Wargh    | 1969–      |        |

### Organister
| Period    | Namn                       | Levnadstid | Övrigt                |
| --------- | -------------------------- | ---------- | --------------------- |
| 1703-1706 | Johan Planck               | -1706      | Organist och notarie. |
| 1707      | Petter Wenström            |            | Organist.             |
| 1709-1717 | Zackris Andersson Rödström | 1688-1725  | Organist.             |
| 1736–1781 | Johan Beckman              | 1706-1781  | Organist och kantor.  |
| 1784-1799 | Olof Markström             |            | Organist och kantor.  |
| –1762     | Augustin Renstedt          |            |                       |

## Klockare
| Period    | Namn       | Levnadstid | Övrigt    |
| --------- | ---------- | ---------- | --------- |
| 1760–1787 | Hans Bolin |            | Klockare. |